# Matang Anou
Matang Anou is een bestuurslaag in het regentschap Aceh Utara van de provincie Atjeh, Indonesië. Matang Anou telt 779 inwoners (volkstelling 2010).